# Tommaso Pincio
Pour les articles homonymes, voir Pincio (homonymie).
Œuvres principales
- Cinàcitta
- Les Fleurs du karma

Tommaso Pincio, né le 1er mai 1963 à Rome (Italie), est un écrivain et peintre italien, évoluant aux frontières des littératures de genre, de la pop culture et de la littérature générale.

## Biographie
Tommaso Pincio (de son vrai nom Marco Colapietro) est né le 1er mai 1963 à Rome (Italie). Diplômé de l'Académie des beaux-arts en 1985, il renonce rapidement à son ambition de devenir peintre, et travaille jusqu'en 2005 à divers postes pour la galerie d'art italienne Gian Enzo Sperone,. Il séjourne aussi un an à New York en 1990 en tant qu'assistant de l'artiste Jonathan Lasker.
Il se tourne ensuite vers l'écriture, et publie son premier roman, M, en 1999. Son deuxième roman, Lo spazio sfinito, en 2000, joue également le rôle de manifeste d'un mouvement littéraire alors en gestation, l'avant-pop, qui engendre certaines controverses au sein de la critique littéraire italienne. Son troisième roman, Un amore dell'altro mondo, s'empare en 2002 de Kurt Cobain pour en extraire un étonnant personnage littéraire imaginaire, tandis que son quatrième, La ragazza che non era lei, en 2005, dresse un bilan fictionnel et dickien des années psychédéliques du flower power. Son cinquième roman (Cinacittà. Memorie del mio delitto efferato, en 2005) est le premier à prendre Rome pour cadre, une Rome désertée par ses habitants d'origine fuyant une canicule permanente, et colonisée progressivement par des commerçants chinois, en une grinçante parodie de roman noir d'anticipation.
En novembre 2015, son huitième roman, Panorama, « une histoire d'amour à l'ère des réseaux sociaux et dans le monde éditorial », reçoit le premier Prix Sinbad des éditeurs indépendants, à Bari, et est également finaliste du prix Bergamo 2016.
Son pseudonyme est une référence à Thomas Pynchon (qu'il admire au même titre que Don DeLillo) et à une colline romaine qu'il affectionne.
Il écrit régulièrement pour divers journaux et magazines, dont Tuttilibri – La Stampa, Rolling Stone, Il Manifesto, et La Repubblica, tout en se consacrant à l'écriture, à la traduction de l'anglais vers l'italien (Philip K. Dick, Francis Scott Fitzgerald, Jack Kerouac, Oakley Hall) et à la peinture (à laquelle il s'est remis en 2011, réalisant notamment des séries de portraits, imaginaires ou non, d'auteurs contemporains).

## Œuvres

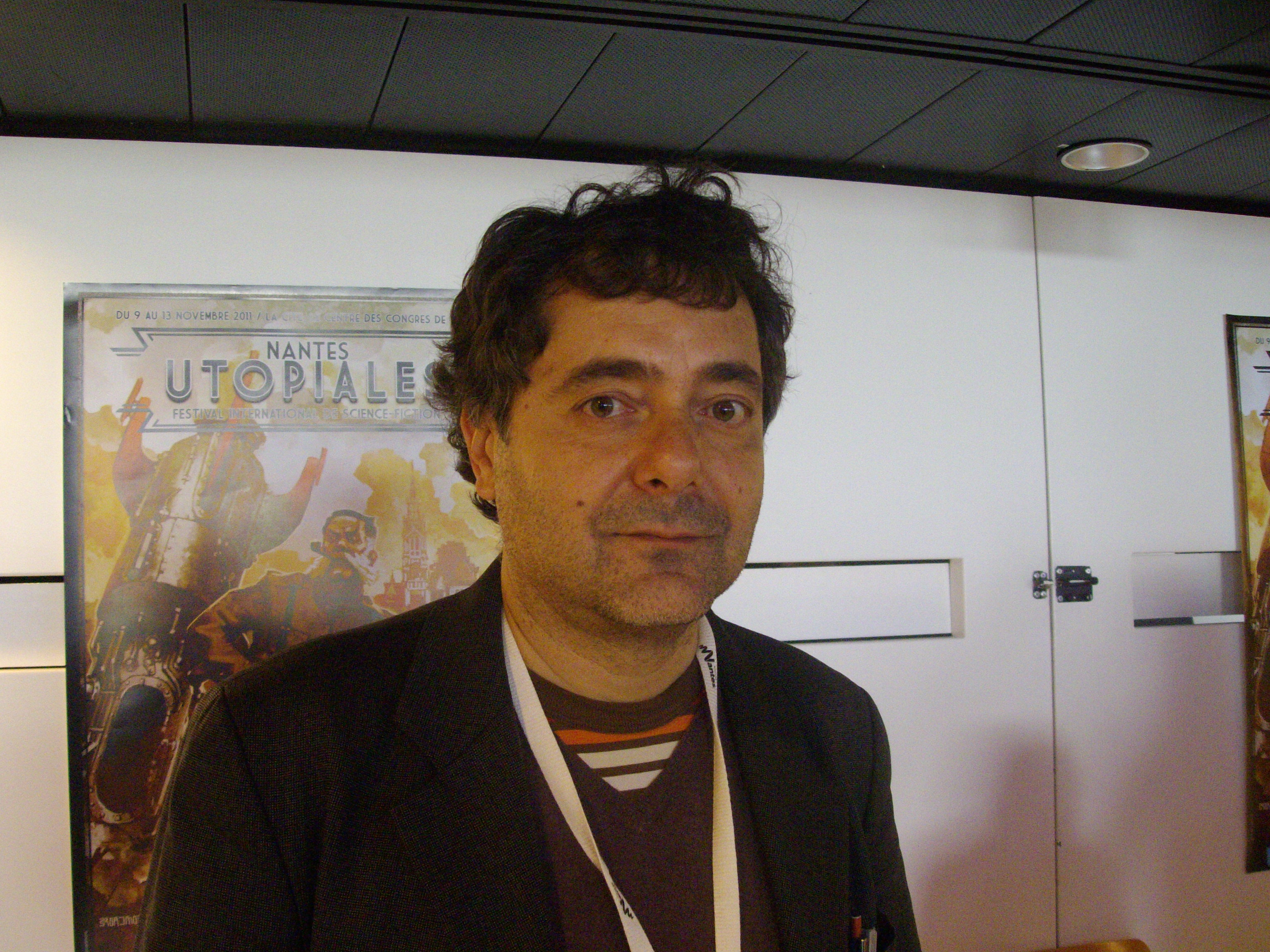
Tommaso Pincio aux Utopiales 2011

### Romans
- M, Cronopio, 1999 (il en existe une première édition privée de 1997[10]).
- Lo spazio sfinito, Fanucci, 2000 - Rééd. minimum fax, 2010.
  - En français : Le Silence de l'espace, trad. Éric Vial, Gallimard, coll. "Folio SF", 2003.
- Un amore dell'altro mondo, Einaudi, 2002.
  - En français : Un amour d'outremonde, trad. Éric Vial, Denoël, coll. "Lunes d'encre", 2003[11].
- La ragazza che non era lei, Einaudi, 2005.
  - En français : Les Fleurs du karma, trad. Sarah Guilmault, Asphalte, 2013.
- Cinacittà. Memorie del mio delitto efferato, Einaudi, 2008.
  - En français : Cinacittà - Mémoires de mon crime atroce, trad. Sarah Guilmault, Asphalte, 2011[12].
- Pulp Roma, Il Saggiatore, 2012.
- Acque Chete, Mirror, 2014.
- Panorama, NN Editore, 2015 - Prix Sinbad 2015[13].
- Il dono di saper vivere, Einaudi, 2018.

### Autres
- Gli alieni. Dove si racconta come e perché gli extraterrestri sono giunti fra noi, essai historique, Fazi, 2006.
- Hotel a zero stelle. Inferni e paradisi di uno scrittore senza fissa dimora, essai littéraire, Laterza, 2011[14].
- Gita al posto degli atomi, nouvelle, 2011.
  - En français : Petite excursion à l'endroit des atomes, trad. Milena Ascione, in Utopiales 2012, ActuSF, 2012.
- Scrissi d'arte, essais sur l'art, L'Orma, 2015[9].